# Made in Love
Made in Love è stato un programma televisivo italiano di genere reality, ideato da Diego Di Flora e andato in onda il giovedì alle 23 su Napoli Tivù dal 12 gennaio al 16 marzo 2012.

## Il programma
Si è trattato della prima trasmissione italiana interamente dedicata all'amore gay, nata col dichiarato proposito di dare la possibilità ad omosessuali dai 18 ai 40 anni, single e in cerca dell'anima gemella, di trovarla in un programma televisivo. Ad ogni puntata partecipano due uomini che hanno la possibilità di conoscere una serie di "cacciatori" tramite test di compatibilità tracciati da uno psicologo, somministrati durante interviste fatte in studio o in esterna. Alla fine della puntata i due protagonisti decidono se scegliere o meno uno dei "cacciatori" e continuare la conoscenza al di fuori degli studi televisivi. All'interno del programma c'è una giuria fissa, composta da due giudici/opinionisti, ovvero Anna Capasso e Alessandro Feliù, che aiutano i due protagonisti a scegliere l'anima gemella, La giuria è presieduta da un ospite VIP diverso per ogni puntata.
Il programma ha avuto un successo superiore alle previsioni, venendo tra l'altro considerato "una delle trasmissioni più originali mandate in onda nel 2012" in Italia. Ha ricevuto numerose recensioni da noti quotidiani e blog, che hanno attirato maggiore attenzione nei confronti del format, sottolineando fra l'altro come nella terza puntata sia andato "in onda il primo bacio gay della TV italiana".
Al programma hanno partecipato come ospiti e hanno dato il loro contributo artistico e morale vari personaggi dello spettacolo e della politica, quali Maria Grazia Cucinotta, Paola Concia, Vladimir Luxuria, Maria Mazza e Valeria Graci.

## Protagonisti
| Stagione | Protagonista    | Provenienza | Scelta      | Risposta |
| -------- | --------------- | ----------- | ----------- | -------- |
| 2012     | Ciro Oppressore |             | Paolo Amato | SI       |
| 2012     | Luigi Butti     |             | Nessuna     | /        |